# المهرج الأعلى (المحويت)

تعديل مصدري - تعديل

المهرج الأعلى هي إحدى قرى عزلة بني الوليد بمديرية المحويت التابعة لمحافظة المحويت، بلغ تعداد سكانها 26 نسمة حسب تعداد اليمن لعام 2004.